# Агбулаг (Ходжалинский район)
Агбулаг (азерб. Ağbulaq), в советских русскоязычных источниках также Агбулак — село в Нахчыванлинском сельском административно-территориальном округе Ходжалинского района Азербайджана.

## География
Сёла Нахчыванлы, Агбулаг, Аранзамин, Дахраз, Пирджамал входят в состав Нахчыванлинского сельского административно-территориального округа Ходжалинского района при этом село Нахчыванлы является центром этого сельского административно-территориального округа.

## Этимология
Название села переводится с азербайджанского как «белый родник».

## История
В советский период на 1977 год село было центром Агбулакского сельсовета и входило в состав Аскеранского (до 1978 года — Степанакертского) района Нагорно-Карабахской автономной области (НКАО) Азербайджанской ССР.
2 сентября 1991 года на совместной сессии Нагорно-Карабахского областного и Шаумяновского районного советов народных депутатов была принята Декларация о провозглашении Нагорно-Карабахской Республики (НКР) в границах НКАО и сопредельного Шаумяновского района Азербайджанской ССР.
После упразднения НКАО по решению Верховного Совета Азербайджана от 26 ноября 1991 года село оказалось в составе Ходжалинского района. В настоящее время село Агбулаг входит в состав Нахчыванлинского сельского административно-территориального округа Ходжалинского района Азербайджана.
В ходе Первой Карабахской войны село в 1992 году попало под контроль непризнанной Нагорно-Карабахской Республики, согласно административно-территориальному делению которой входило в состав Аскеранского района НКР и называлось Сарнахбюр (арм. Սառնաղբյուր).
Согласно Трёхстороннему Заявлению в ночь с 9 по 10 ноября 2020 года, подписанному по итогам Второй Карабахской войны, село перешло под контроль Российских миротворческих сил.
В результате боевых действий в сентябре 2023 года Азербайджан восстановил свой контроль над селом.

## Население
Согласно переписи 2005 года в непризнанной НКР фактическое население Агбулага составляло 116 человек, а зарегистрированное население — 117 человек.